# 何煟
何煟（？—1774年），字謙之，清朝浙江山陰人。
先世籍湖南靖州。雍正年間，入貲授州同，為江南河工。為人誠懇，跟随大學士河道總督嵇曾筠修浙江尖山海塘，請補杭州東塘同知，避本籍，仍發江南河工。乾隆初年，權豐碭通判，授桃源同知。乾隆十五年（1750年），擢升为河庫道。乾隆十六年（1751年），任为兩淮鹽運使，兼管河務，因为母丁憂去官。乾隆十九年（1754年），尚書劉統勳等奏河庫帑項不清，何煟被奪官。乾隆二十二年（1740年），發往南河以同知任用。跟随侍郎夢麟疏浚荊山橋河工。跟随副總河嵇璜治淮、揚河務，擢升为淮揚道。乾隆二十三年（1758年），为父丁憂，總督尹繼善奏请让他留任守制。乾隆二十六年（1761年），以郎中內調。协助大學士劉統勳处理中牟楊橋河決，授開歸陳許道，調任山東運河道。乾隆三十年（1765年），調河南河北道，擢按察使，兼領河工。同年冬，擢任河南布政使，仍兼理河務。乾隆三十六年（1771年）任河南巡抚，兼管河務如故，又命兼領山東河道。乾隆三十七年（1772年），淅川、內鄉被水，正陽、確山風災，上疏請抚恤緩徵，乾隆帝为他賜詩，褒称他「愛民知政」。乾隆三十八年（1773年），乾隆帝巡天津，视察永定河工，何煟迎駕，被賜孔雀翎、黃馬褂。命他與工部尚書裘曰修、直隸總督周元理勘定永定河上游。乾隆三十九年（1774年）領河南巡撫，又進兵部尚書銜。同年秋，加總督銜，會剿王倫，在內黃卒于任上。贈太子太保，祀賢良祠，賜祭葬，諡恭惠。

## 延伸阅读
[在维基数据编辑]
 《清史稿·卷325》，出自趙爾巽《清史稿》